# Sabrina Bellaouel
Sabrina Bellaouel est une chanteuse et musicienne française née en 1988 à Paris.

## Biographie
Sabrina Bellaouel est née le 20 octobre 1988 dans le 14e arrondissement de Paris, de parents algériens,. 
Elle sort son premier EP Cheikh en 2016 mais c'est avec le second, Illusions et sa soul minimaliste et hybride qu'elle se fait remarquer en fin d'année 2017,. Entre temps, elle collabore avec plusieurs artistes de la scène rap et R'n'B parisienne dont Ichon, Gracy Hopkins, Lonely Band ou Jazzy Bazz et Bonnie Banane de Grande Ville Records dont elle fait partie,,,,,. 
Signée sur le label Infiné, elle sort We Don’t Need To Be Enemies et Libra en 2020,.

## Discographie

### EPs, singles
- 2016 : Cheikh
- 2017 : Illusions
- 2020 : We Don’t Need To Be Enemies (Infiné)
- 2020 : Libra (Infiné)

### Compilation
- 2016 : Grande Ville Records, Vol. 1[6]

### Album
- 2023 : Al Hadr